# Isla Marión
La isla Marión es una isla austral del archipiélago de las islas del Príncipe Eduardo, en el océano Índico. Se trata de un volcán en escudo que está situado a 1770 kilómetros al sureste de Port Elizabeth y pertenece a Sudáfrica.

## Historia
Al archipiélago llegó un marinero neerlandés en ruta hacia las Indias Orientales, Barend Barentszoon Lam, a bordo del Maerseveen, quien escribió que el archipiélago se encuentra a 41ºS, y las expediciones neerlandesas no lograron dar con él.
Fue redescubierta en enero de 1771 por el navegante francés Marc-Joseph Marion du Fresne, en ruta hacia el continente austral, quien la llamó Tierra de la Esperanza (Terre de l'espérance). Las islas son llamadas finalmente islas del Príncipe Eduardo en honor al cuarto hijo del rey Jorge III del Reino Unido llamado Eduardo de Kent. Ninguno de los primeros exploradores pisó la isla.
Tampoco ninguna de las expediciones subsiguientes se internaron en la isla, aunque durante el siglo XIX fue visitada por nuevos navíos. El explorador James Clark Ross trató de abordarla sin éxito en 1840. Finalmente, el capitán británico George Nares, del HMS Challenger, abordó la isla durante una expedición oceanográfica alrededor del mundo. No permaneció en la isla más que unas pocas horas, el tiempo justo para encontrar algunos especímenes de su fauna y flora.
Los británicos proclamaron entonces su soberanía sobre la isla Marión. A partir del siglo XX se otorgaron licencias a diferentes compañías para la exploración de la zona. 
En 1947 el Reino Unido transfirió el gobierno del archipiélago a Sudáfrica. La República de Sudáfrica tomó posesión oficial de la isla el 4 de enero de 1948 durante la Operación Snoektown.
Los sudafricanos instalaron una estación preparada para ser centro de estudio biológico, la Base Isla Marión. En 1995 el archipiélago en conjunto fue declarado reserva natural.

## Fauna y flora
La vegetación es magra, consistente esencialmente en líquenes y arbustos a causa de los fuertes vientos que azotan la isla.
La fauna la constituyen aves y mamíferos marinos, como en las otras islas australes. En la isla existe una de las raras colonias de cormoranes reales. En 1949 se introdujeron cuatro gatos, que se emparejaron y expandieron hasta contarse 3700 individuos en 1976. Se puso en marcha un severo programa de exterminación que permitió recuperar las poblaciones de aves amenazadas. Actualmente la profilación de roedores que entraron accidentalmente a las islas es un peligro para las aves autóctonas. El gobierno de Sudáfrica estudia la forma de eliminarlos.

## Clima
| Parámetros climáticos promedio de Marion Island | Parámetros climáticos promedio de Marion Island | Parámetros climáticos promedio de Marion Island | Parámetros climáticos promedio de Marion Island | Parámetros climáticos promedio de Marion Island | Parámetros climáticos promedio de Marion Island | Parámetros climáticos promedio de Marion Island | Parámetros climáticos promedio de Marion Island | Parámetros climáticos promedio de Marion Island | Parámetros climáticos promedio de Marion Island | Parámetros climáticos promedio de Marion Island | Parámetros climáticos promedio de Marion Island | Parámetros climáticos promedio de Marion Island | Parámetros climáticos promedio de Marion Island |
| Mes                                             | Ene.                                            | Feb.                                            | Mar.                                            | Abr.                                            | May.                                            | Jun.                                            | Jul.                                            | Ago.                                            | Sep.                                            | Oct.                                            | Nov.                                            | Dic.                                            | Anual                                           |
| ----------------------------------------------- | ----------------------------------------------- | ----------------------------------------------- | ----------------------------------------------- | ----------------------------------------------- | ----------------------------------------------- | ----------------------------------------------- | ----------------------------------------------- | ----------------------------------------------- | ----------------------------------------------- | ----------------------------------------------- | ----------------------------------------------- | ----------------------------------------------- | ----------------------------------------------- |
| Temp. máx. abs. (°C)                            | 23.8                                            | 22.9                                            | 21.8                                            | 18.4                                            | 18.4                                            | 14.8                                            | 13.5                                            | 16.2                                            | 15.9                                            | 17.5                                            | 19.2                                            | 20.0                                            | 23.8                                            |
| Temp. máx. media (°C)                           | 10.6                                            | 10.9                                            | 10.6                                            | 9.2                                             | 7.9                                             | 7.3                                             | 6.6                                             | 6.3                                             | 6.6                                             | 7.7                                             | 8.8                                             | 9.8                                             | 8.5                                             |
| Temp. media (°C)                                | 7.2                                             | 7.7                                             | 7.4                                             | 6.2                                             | 5.1                                             | 4.7                                             | 4.1                                             | 3.7                                             | 3.8                                             | 4.5                                             | 5.3                                             | 6.3                                             | 5.5                                             |
| Temp. mín. media (°C)                           | 4.8                                             | 5.3                                             | 5.0                                             | 3.8                                             | 2.8                                             | 2.2                                             | 1.7                                             | 1.2                                             | 1.4                                             | 2.0                                             | 2.8                                             | 3.8                                             | 3.1                                             |
| Temp. mín. abs. (°C)                            | -1.4                                            | -1.4                                            | -1.1                                            | -2.2                                            | -3.0                                            | -6.0                                            | -6.0                                            | -5.5                                            | -6.5                                            | -4.7                                            | -3.1                                            | -1.5                                            | -6.5                                            |
| Precipitación total (mm)                        | 219                                             | 195                                             | 216                                             | 219                                             | 232                                             | 204                                             | 194                                             | 187                                             | 183                                             | 170                                             | 170                                             | 203                                             | 2399                                            |
| Días de precipitaciones (≥ 1.0 mm)              | 21                                              | 18                                              | 19                                              | 20                                              | 22                                              | 23                                              | 23                                              | 22                                              | 21                                              | 19                                              | 19                                              | 20                                              | 247                                             |
| Horas de sol                                    | 160.4                                           | 134.7                                           | 114.2                                           | 90.8                                            | 82.1                                            | 57.5                                            | 65.9                                            | 91.7                                            | 103.9                                           | 137.7                                           | 159.1                                           | 159.9                                           | 1357.9                                          |
| Humedad relativa (%)                            | 83                                              | 84                                              | 84                                              | 84                                              | 85                                              | 86                                              | 85                                              | 84                                              | 83                                              | 82                                              | 82                                              | 83                                              | 84                                              |
| Fuente: NOAA                                    |                                                 |                                                 |                                                 |                                                 |                                                 |                                                 |                                                 |                                                 |                                                 |                                                 |                                                 |                                                 |                                                 |